# فردودگاه صنعتی سنت جان
فردودگاه صنعتی سنت جان (به انگلیسی: St. Johns Industrial Air Park) یک فرودگاه همگانی بهره‌برداری هوایی با کد یاتا SJN است که یک باند فرود آسفالت دارد و طول باند آن ۱۰۳۶ متر است. این فرودگاه در کشور ایالات متحده آمریکا قرار دارد و در ارتفاع ۱۷۴۹ متری از سطح دریا واقع شده است.